# 西藏之声 (挪威)
西藏之声（英語：Voice of Tibet，藏語：ནོར་ཝེ་བོད་ཀྱི་རླུང་འཕྲིན་ཁང་།，威利转写：nor we bod kyi rlung 'phrin khang）是一家在挪威注册成立、在印度达兰萨拉制作播出的电台，被认为是代表西藏流亡政府立场的广播电台。

## 简介
西藏之声于1995年在挪威奥斯陆注册，由“挪威人权组织”、“挪威西藏协会”和“世界观权力组织”等三个挪威非政府组织于1996年5月14日建立并开播。该台起初使用藏语播音，后于1999年12月10日“世界人权日”成立华语部并加设汉语普通话播音（现已取消），开播初期呼号为“自由西藏之声”，后改为现名。西藏之声在尼泊尔加德满都、印度新德里和印度南部贝拉库比派驻记者。该台使用短波和互联网播出。
该台与西藏流亡政府有密切关系（西藏流亡政府为“西藏之声基金会”五位代表之一），亦被中国官方指责煽动藏区骚乱及藏人自焚。目前该台被中国政府干扰，其网站也在中国大陆被封锁。

## 主要节目内容
- 来自藏区和藏人流亡社区的新闻
- 全球有关西藏问题的新闻和活动
- 达赖喇嘛的弘法及演讲
- 中国民主运动
- 关于西藏问题的采访和辩论节目
- 关于人权和民主的新闻和教育
- 藏族传统文化、音乐、药材和现代医学的信息和进展[2]

## 收听方式
目前该台仅以藏语进行短波广播，采取跳频播出的方式，播出时间为20:30-22:00及次日7:00-8:00。此前该台曾提供汉语普通话节目，现只提供网上汉语广播。